# Ludność Konina

## LudnośćKonina
- 1939 – 12 000
- 1946 – 11 197 (spis powszechny)
- 1950 – 12 145 (spis powszechny)
- 1955 – 14 234
- 1960 – 17 638 (spis powszechny)
- 1961 – 18 800
- 1962 – 19 800
- 1963 – 20 800
- 1964 – 23 700
- 1965 – 26 098
- 1966 – 27 800
- 1967 – 33 800
- 1968 – 39 000
- 1969 – 41 300
- 1970 – 40 794 (spis powszechny)
- 1971 – 42 800
- 1972 – 44 500
- 1973 – 46 500
- 1974 – 48 387
- 1975 – 49 792
- 1976 – 57 800
- 1977 – 60 200
- 1978 – 62 400 (spis powszechny)
- 1979 – 65 300
- 1980 – 67 668
- 1981 – 69 585
- 1982 – 71 517
- 1983 – 72 986
- 1984 – 74 400
- 1985 – 75 794
- 1986 – 77 264
- 1987 – 78 132
- 1988 – 78 854 (spis powszechny)
- 1989 – 79 658
- 1990 – 80 290
- 1991 – 81 043
- 1992 – 81 460
- 1993 – 82 137
- 1994 – 82 496
- 1995 – 83 008
- 1996 – 83 160
- 1997 – 83 357
- 1998 – 83 426
- 1999 – 83 462
- 2000 – 83 517
- 2001 – 83 377
- 2002 – 82 177 (spis powszechny)
- 2003 – 81 774
- 2004 – 81 266
- 2005 – 80 838
- 2006 – 80 471
- 2007 – 80 140
- 2008 – 79 829
- 2009 – 79 516
- 2010 – 78 670
- 2011 – 78 209
- 2012 – 77 847
- 2013 – 77 224
- 2014 – 76 547
- 2015 – 75 875
- 2016 – 75 342
- 2017 – 74 834
- 2018 – 74 151
- 2019 – 73 522
- 2020 – 72 539[1]
- 2021 - 69 858[2] (Narodowy Spis Powszechny 2021)

## Powierzchnia Konina
- 1995 – 81,68 km²
- 2006 – 82,20 km²